# Gạo biến đổi gen

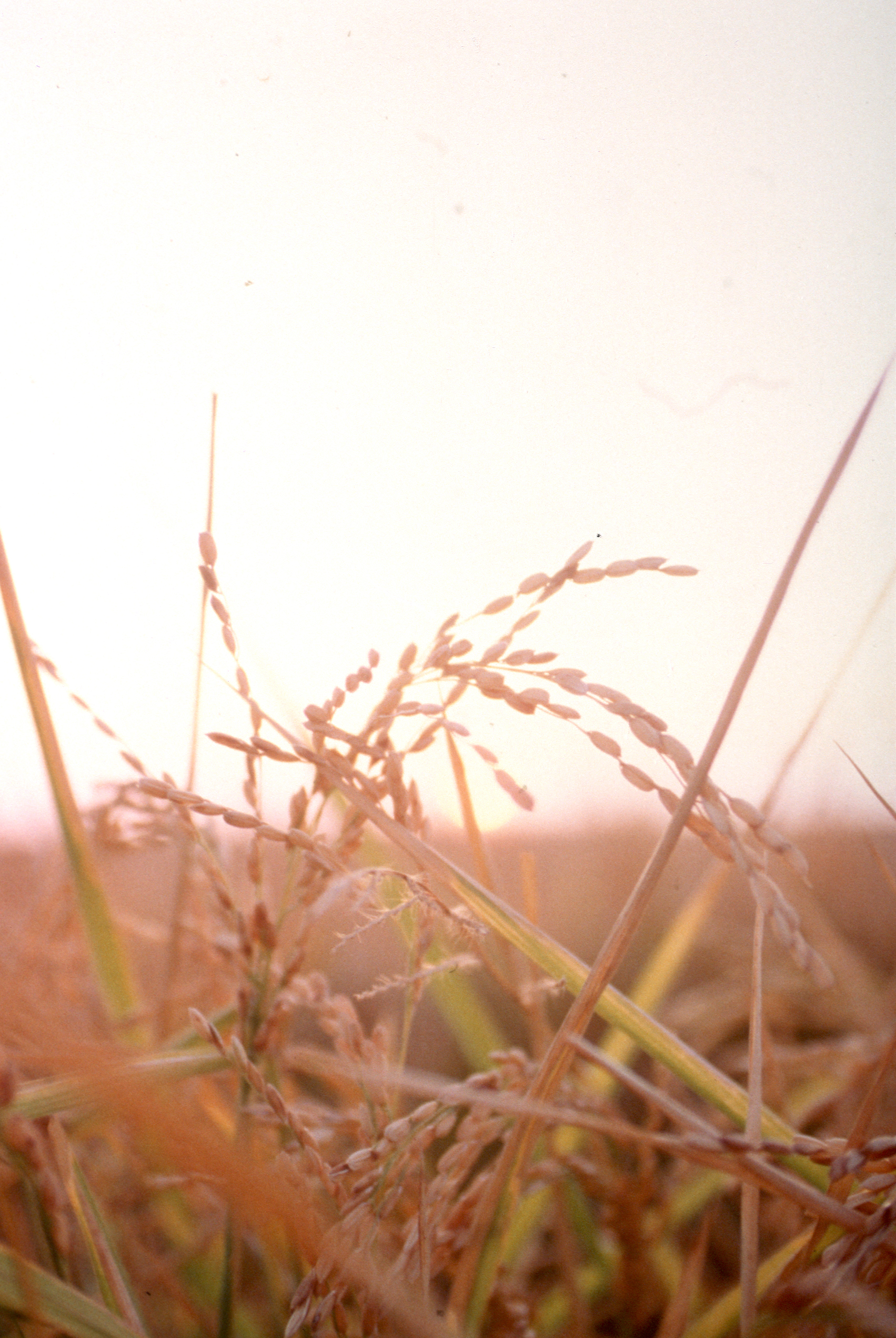
Gạo biến đổi gen

Gạo biến đổi gen là các giống gạo đã có gen được biến đổi nhờ kỹ thuật di truyền. Chẳng hạn lúa gạo vàng đã được nhận thêm gen tổng hợp tiền chất vitamin A, quang hợp nhanh, hay giống lúa chịu được thuốc trừ cỏ, chống sâu bệnh, tăng kích thước hạt, tạo ra chất dinh dưỡng, hương vị hoặc sản xuất protein của con người.

Sự dịch chuyển tự nhiên của các gen giữa các loài được gọi là chuyển gen ngang (hoặc chuyển gen bên), cũng có thể xảy ra với lúa thông qua chuyển gen được trung gian bởi các vec tơ tự nhiên. Sự kiện chuyển đổi gen giữa gạo và Setaria kê đã được xác định.
 Việc canh tác và sử dụng giống lúa biến đổi gen vẫn còn gây tranh cãi và không được chấp thuận ở một số nước.

## Lịch sử
Năm 2000, hai giống lúa GM đầu tiên kháng thuốc trừ cỏ, được gọi là LLRice60 và LLRice62, đã được phê duyệt tại Hoa Kỳ. Sau đó, các loại gạo GM kháng thuốc trừ cỏ này đã được phê duyệt tại Canada, Úc, Mexico và Colombia. Tuy nhiên, không có phê duyệt nào trong số những chấp thuận này được thương mại hóa. Reuters báo cáo năm 2009, Trung Quốc đã phê duyệt an toàn sinh học đối với gạo GM với khả năng kháng sâu bệnh nhưng vẫn không được thương mại hóa. Tính đến tháng 12 năm 2012 lúa GM không có sẵn để sản xuất hoặc tiêu thụ. Những người ủng hộ cho rằng vì gạo là cây trồng chủ lực trên toàn thế giới, những cải tiến có tiềm năng làm giảm đói, nghèo và suy dinh dưỡng.

## Tranh cãi
Các tranh cãi bao quanh các sinh vật biến đổi gen ở nhiều cấp độ, bao gồm đạo đức, tác động môi trường, an toàn thực phẩm, nhãn hiệu sản phẩm, vai trò trong việc đáp ứng yêu cầu thực phẩm thế giới, sở hữu trí tuệ và vai trò trong thâm canh.